# KKS Kalisz
KKS Kalisz – istniejący w latach 1925–2006 polski klub piłkarski, który swoją siedzibę miał w Kaliszu. Kontynuatorem tradycji został założony w 2005 roku KKS 1925 Kalisz.

## Historia klubu
Klub został założony wiosną 1925 roku pod nazwą Kaliski Klub Sportowy Kalisz. W 1934 roku KKS przeszedł pod opiekę zakładów włókienniczych braci Mullerów (późniejszy Wistil) i przyjął nazwę Kaliski Klub Sportowy „Bielarnia” Kalisz. W sezonie 1934 udało się awansować piłkarzom do łódzkiej Klasy A, która była wtedy zapleczem ekstraklasy, jednak drużyna zajęła ostatnie 10. miejsce i spadła po sezonie z rozgrywek, jednak pozostaje to najlepszym osiągnięciem ligowym klubu w historii.
W 1949 roku z połączenia Bielarni, Drzewiarza, Garbarni i Pluszowni powstał „Włókniarz” Kalisz. Na przełomie lat 70. i 80. XX wieku zespół występował w rozgrywkach III ligi, a 2. miejsce w sezonie 1977/1978 było najlepszym. W tym samym czasie zespół zdobył również czterokrotnie Puchar Polski na szczeblu kaliskiego OZPN, dzięki temu mógł występować później na poziomie centralnym Pucharu Polski, jednak nie odniósł tam sukcesów.
W 1992 roku Włókniarz został rozwiązany, a w jego miejsce powołano Klub Sportowy „Wistil” Kalisz. W tym samym roku zespół zdobył po raz piąty wojewódzki Puchar Polski, co pozwoliło mu ponownie wystąpić w rozgrywkach centralnych Pucharu Polski, gdzie doszedł do II rundy. Jeszcze w 1992 roku powrócono do nazwy Kaliski Klub Sportowy, a drużyna przez następne lata balansowała między III a IV ligą. W 2003 roku KKS dokonał fuzji z Prosną Kalisz i od kwietnia tego samego roku występował pod nazwą KKS „Prosna” Kalisz. W sezonie 2005/2006 klub zajął ostatnie miejsce w IV lidze wielkopolskiej i po zakończeniu sezonu, ze względu na trudną sytuacje finansową, został rozwiązany. W 2005 roku powstał KKS 1925 Kalisz, który został kontynuatorem tradycji Kaliskiego Klubu Sportowego.

### Historyczne nazwy
- 1925 – Kaliski Klub Sportowy Kalisz
- 1934 – Kaliski Klub Sportowy „Bielarnia” Kalisz
- 12.1948 – Zrzeszenie Sportowe „Włókniarz” Terenowe Koło Sportowe w Kaliszu (fuzja Bielarni z Drzewiarzem, Garbarnią i Pluszownią)
- 02.1950 – Włókienniczy Związkowy Klub Sportowy „Włókniarz” Kalisz
- 03.1992 – Klub Sportowy „Wistil” Kalisz
- 1992 – Kaliski Klub Sportowy Kalisz
- 04.2003 – Kaliski Klub Sportowy „Prosna” Kalisz (fuzja KKS z Prosną Kalisz)[1]

## Sukcesy
- 10. miejsce w łódzkiej Klasie A (II poziom): 1934[7]
- 2. miejsce w III lidze (III poziom): 1977/1978[8]
- Puchar Polski:
  - II runda: 1992/1993[4]
- Puchar Polski OZPN Kalisz:
  - 1976/1977, 1980/1981, 1983/1984, 1984/1985, 1991/1992[4]

## Stadion
KKS rozgrywał swoje mecze na Stadionie Sportowym w Kaliszu, przy ulicy Wał Matejki 2. Dane techniczne obiektu:
- pojemność: 3000 miejsc (w tym 550 siedzących)
- oświetlenie: brak
- wymiary boiska: 105 m x 68 m